# Atlanti ördögrája
Az atlanti ördögrája (Mobula birostris) a porcos halak (Chondrichthyes) osztályának sasrájaalakúak (Myliobatiformes) rendjébe, ezen belül a sasrájafélék (Myliobatidae) családjába tartozó faj.
Korábban a ma már felszámolt Manta porcoshal-nembe tartozott, Manta birostris név alatt.

## Előfordulása

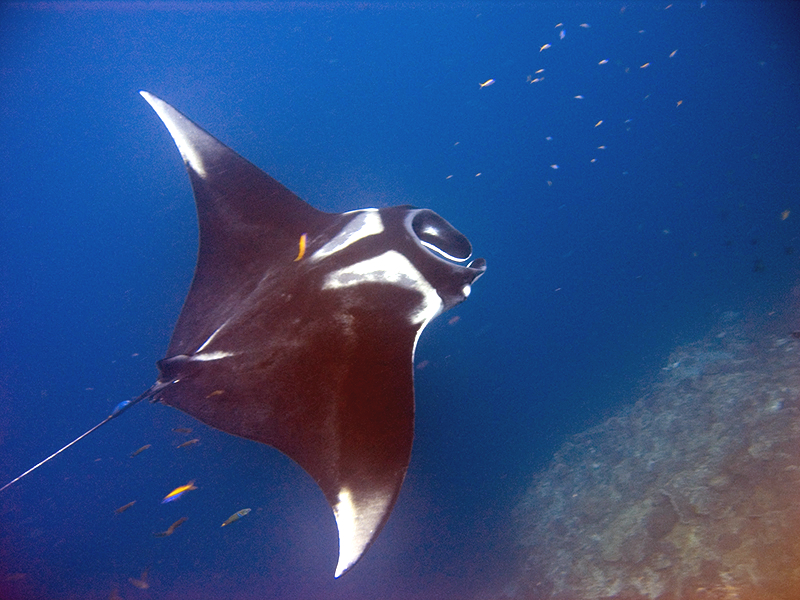
Úszása a repüléshez hasonlít

Az atlanti ördögrája az Atlanti-óceánban, a Csendes-óceánban és az Indiai-óceánban, partközelben és a nyílt tengeren egyaránt megtalálható. Elterjedésének az északi határát a Rhode Island, az Azori-szigetek, a Sínai-félsziget, Kalifornia déli része és Japán alkotják. Míg délen Perunál, Uruguaynál, a Dél-afrikai Köztársaságnál és Új-Zélandnál van az előfordulásának a határa. Mozambik vizeiben megosztja területét rokonával, a Mobula alfredival.

## Megjelenése
Az atlanti ördögrája hossza 3–5 méter, úszófesztávolsága 4,5–7 méter, de akár 9,1 méter is lehet; 3,8–4,6 méteresen már felnőttnek számít. Átlagos testtömege 1,2–1,4 tonna, de elérheti a 2–3 tonnát is. A rája fejének két oldalán két óriási úszó van, amelyek úgy néznek ki, mint két hatalmas, puha szárny. Arra használja őket, hogy táplálékát közvetlenül széles pofájába terelje. A rájának nincs foga – a legtöbb táplálékot (plankton) „élő levesként” veszi fel –, ám pofája belül egészen érdes. Körülbelül öt pár kopoltyúját lélegzés mellett szűrőrendszerként is használja. Testének felső része fekete, nagy, fehér foltokkal; hasi része fehéres néha sötét foltokkal. Hatalmas testéhez képest farka rövid és vékony.

## Életmódja
A nagy példányok egyedül, a kisebbek 5-6 halból álló csoportban élnek, táplálékban gazdag helyeken. Általában 0-120 méteres mélységekben tartózkodik. Tápláléka túlnyomórészt plankton és garnélák, de olykor kis halak is, mint például a tengeripérfélék (Mugilidae). Az ördögrája békés planktonevő, ám ha megtámadják, hatalmas testével és gyors szárnyalásával az ember veszélyes ellenfelévé is válhat. Főleg ősszel ki-kiugrik a vízből, azonban még nem sikerült megállapítani, hogy miért; meglehet, hogy az udvarláshoz tartozik ez a szokása.

## Szaporodása
A párzási időszak egész évben tart. Ivarérettek csak akkor lesznek, ha elérték a 4-4,5 méteres úszófesztávolságot. Az atlanti ördögrája ál-elevenszülő (viviparia). Egyszerre csak egy utódot hoz a világra.

## Felhasználása
Mivel az ördögrája csekély kereskedelmi értékkel bír, és a sporthorgászok sem tekintik különösebben mutatós zsákmánynak, általában békén hagyják. Csak kis mértékben halásszák. Az állomány pontos számáról nincsenek adatok. A tonhalászok gyakori mellékfogása.